# Alloborborus pallifrons
Alloborborus pallifrons – gatunek muchówki z rodziny Sphaeroceridae i podrodziny Copromyzinae.
Gatunek ten opisany został w 1820 roku przez Carla Fredrika Falléna jako Copromyza pallifrons.
Muchówka o ciele długości około 2,5 mm. Głowa jej charakteryzuje się żółtą twarzą, dobrze rozwiniętymi szczecinkami zaciemieniowymi oraz obecnością na każdym policzku oprócz wibrys jednej długiej szczecinki. Środkowa para odnóży ma grzbietową powierzchnię goleni, z wyjątkiem ich wierzchołka, zaopatrzoną w szczecinki.
Owad znany z Wielkiej Brytanii, Francji, Belgii, Holandii, Niemiec, Szwecji, Norwegii, Finlandii, Szwajcarii, Austrii, Włoch, Polski, Łotwy, Estonii, Czech, Słowacji, Węgier, Rumunii i północnoeuropejskiej części Rosji i Ałtaju.